# Frederick Sandys
Anthony Frederick Augustus Sandys (ursprungligen Antonio Frederic Augustus Sands), född 1 maj 1829 i Norwich i Norfolk, död 25 juni 1904 i Kensington i London, var en brittisk konstnär och illustratör. Sandys var medlem av det Prerafaelitiska brödraskapet.

## Biografi

### Utbildning
Frederick Sandys undervisades i måleri av sin far, Anthony Sands, som var en ansedd porträttkonstnär. Vid tio års ålder ställde Sandys för första gången ut en målning. Han studerade vid Norwich School. År 1846 påbörjade han sina studier vid Norwich School of Design. Kort därefter uppmärksammades hans verk av Royal Society of Arts.

### Privatliv
Sandys gifte sig med Georgiana Creed. Paret separerade efter tre år, men utkrävde aldrig någon formell skilsmässa. Sandys hade därefter ett långvarigt förhållande med Keomi Gray, som flera gånger satt modell för både honom och Dante Gabriel Rossetti. Gray figurerar i Sandys verk Vivien (1864) och Morgan le Fay (1864). Sandys och Gray fick fyra barn tillsammans.
År 1862 träffade Sandys skådespelaren Mary Emma Jones, känd som Miss Clive, när hon satt modell för honom. De inledde senare ett förhållande och levde tillsammans till Sandys död. Hon satt modell för bland annat Love's Shadow (1867). Paret fick tio barn som levde till vuxen ålder. Barnen tilldelades efternamnet Neville.

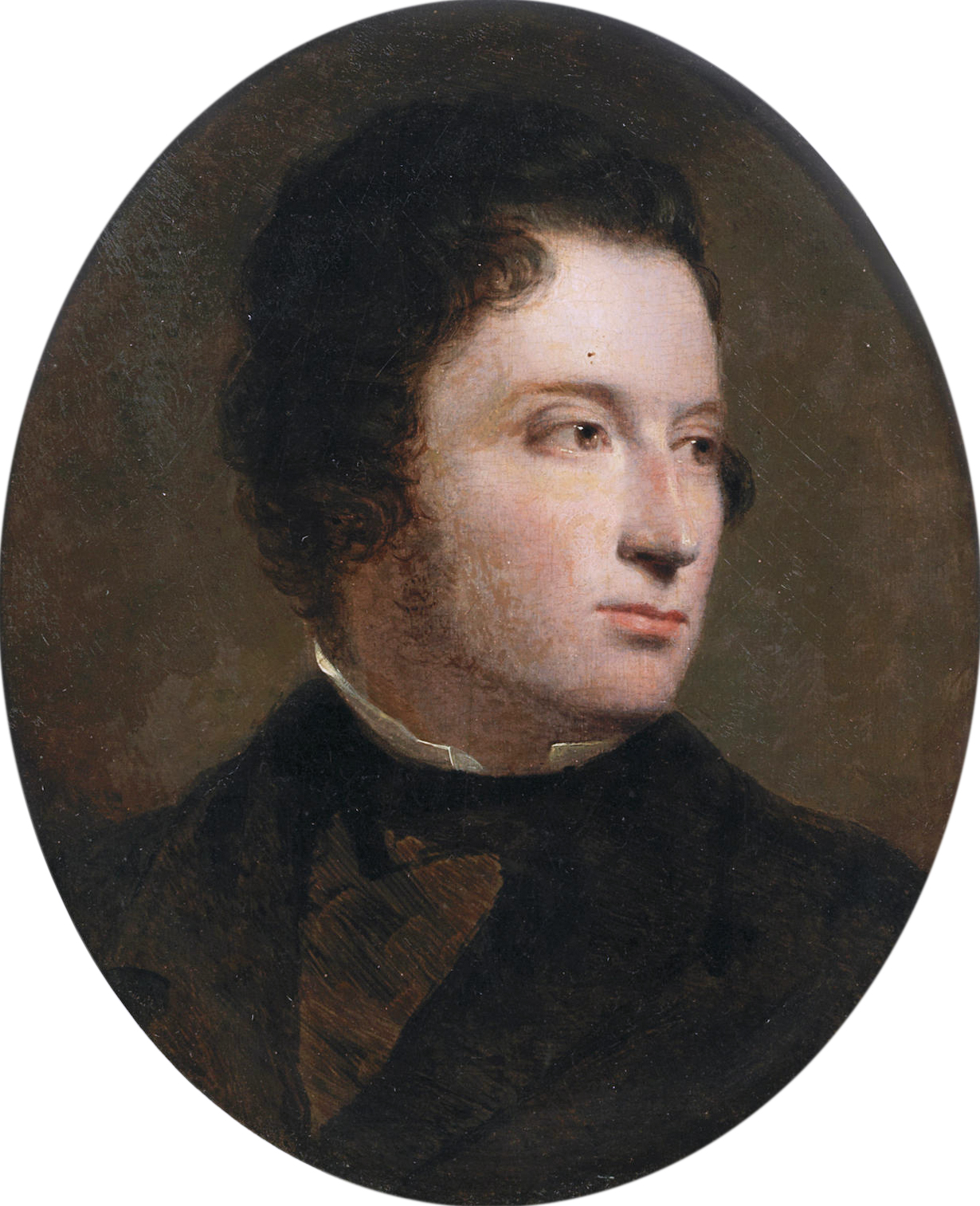
Porträtt av Anthony Sands av Frederick Sandys, 1849

Sandys var nära vän med konstnären Dante Gabriel Rossetti. Mellan maj 1866 och juni 1867 bodde de båda konstnärerna tillsammans på 16 Cheyne Walk i Chelsea i London.

## Konstnärskap
Sandys målade främst porträtt och mytologiska motiv, ofta från legenderna om kung Artur och från grekisk mytologi. Sandys fascinerades av historier om mäktiga och förföriska kvinnor, såsom den sköna Helena, Morgan le Fay och Medea.
Han gjorde också en serie träetsningar.
Även Sandys yngre syster Emma Sandys var konstnär. Hon influerades av sin brors arbete.

## Galleri i urval

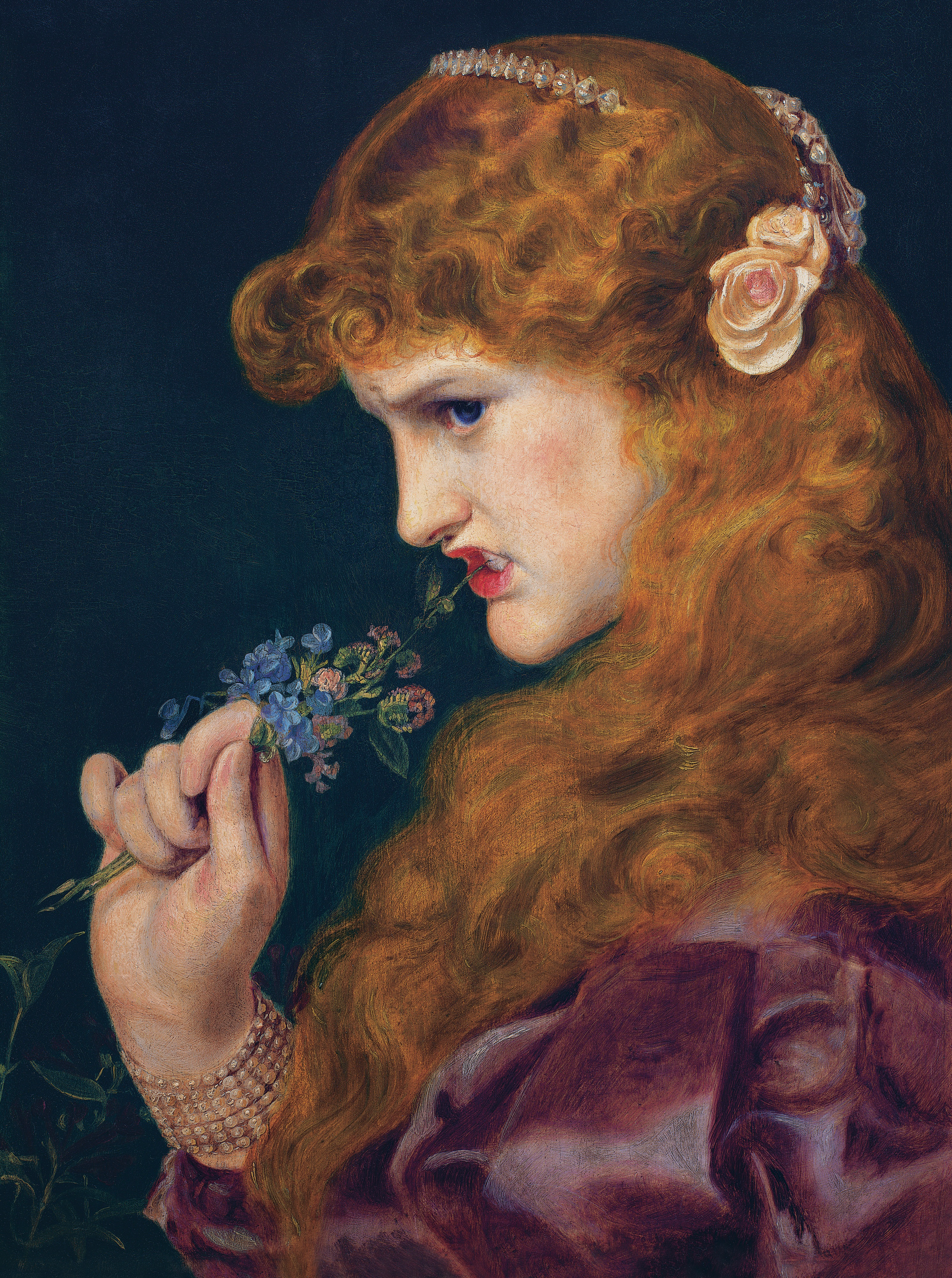
Love's Shadow av Frederick Sandys, 1867. Sandys partner Mary Emma Jones satt modell för målningen.

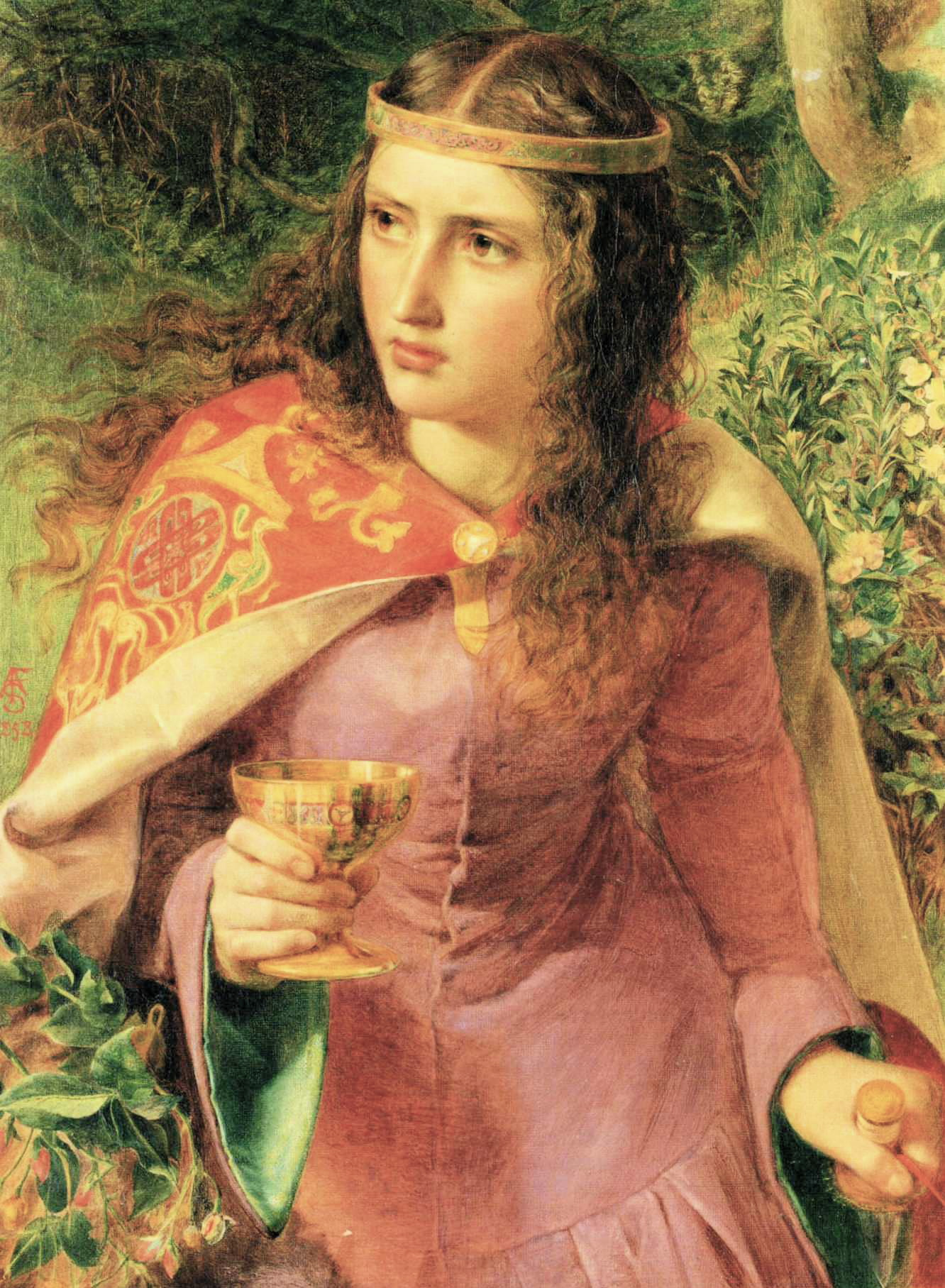
Queen Eleanor, 1858
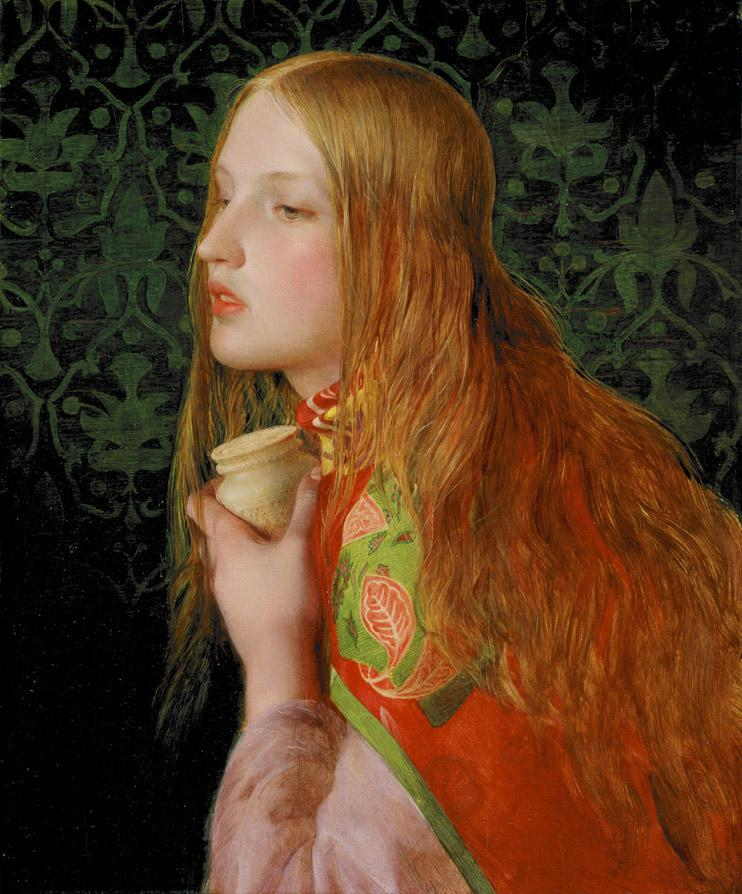
Mary Magdalene, c. 1859
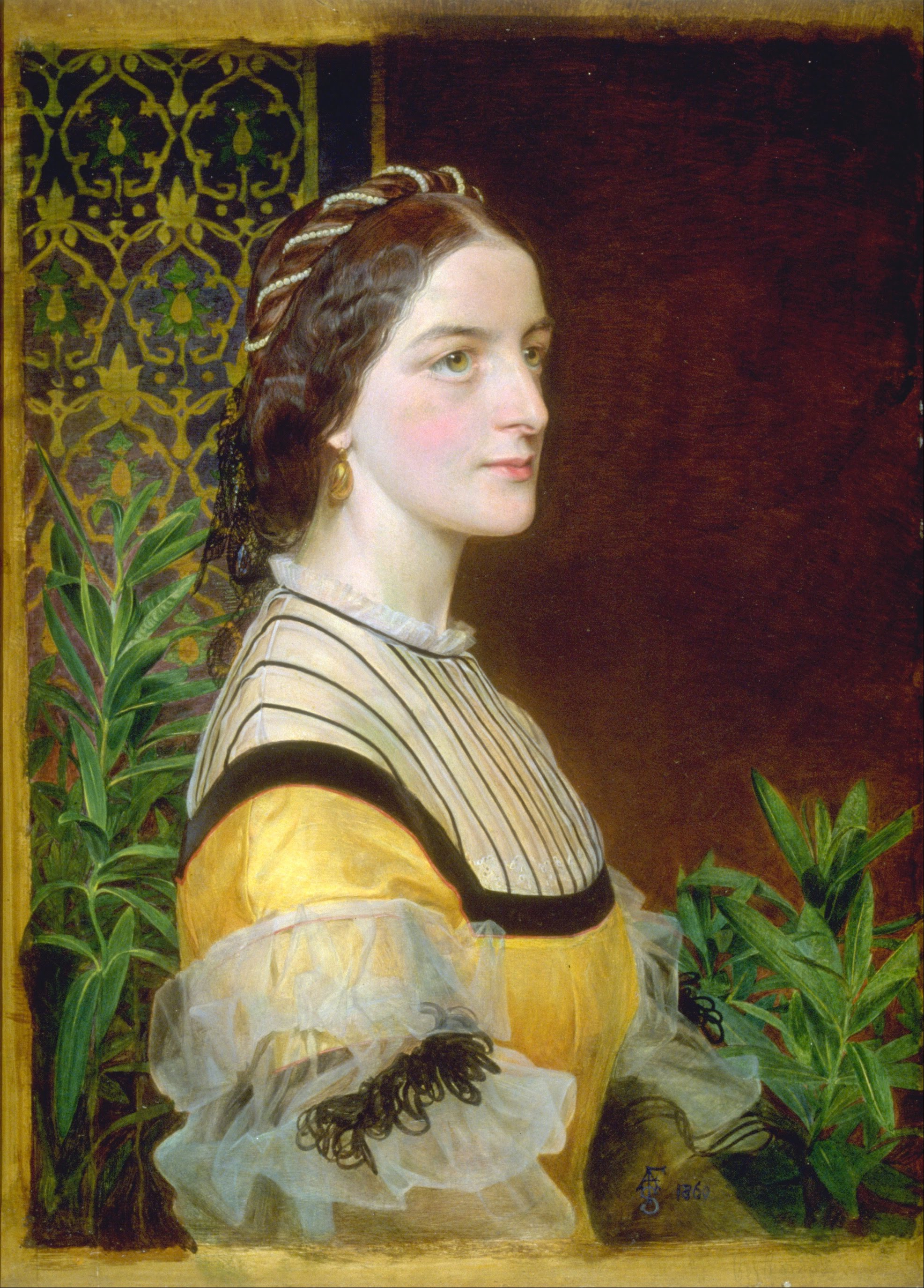
Portrait of a Lady, sannolikt Anne Simms Reeve av Brancaster Hall, Norfolk, 1860
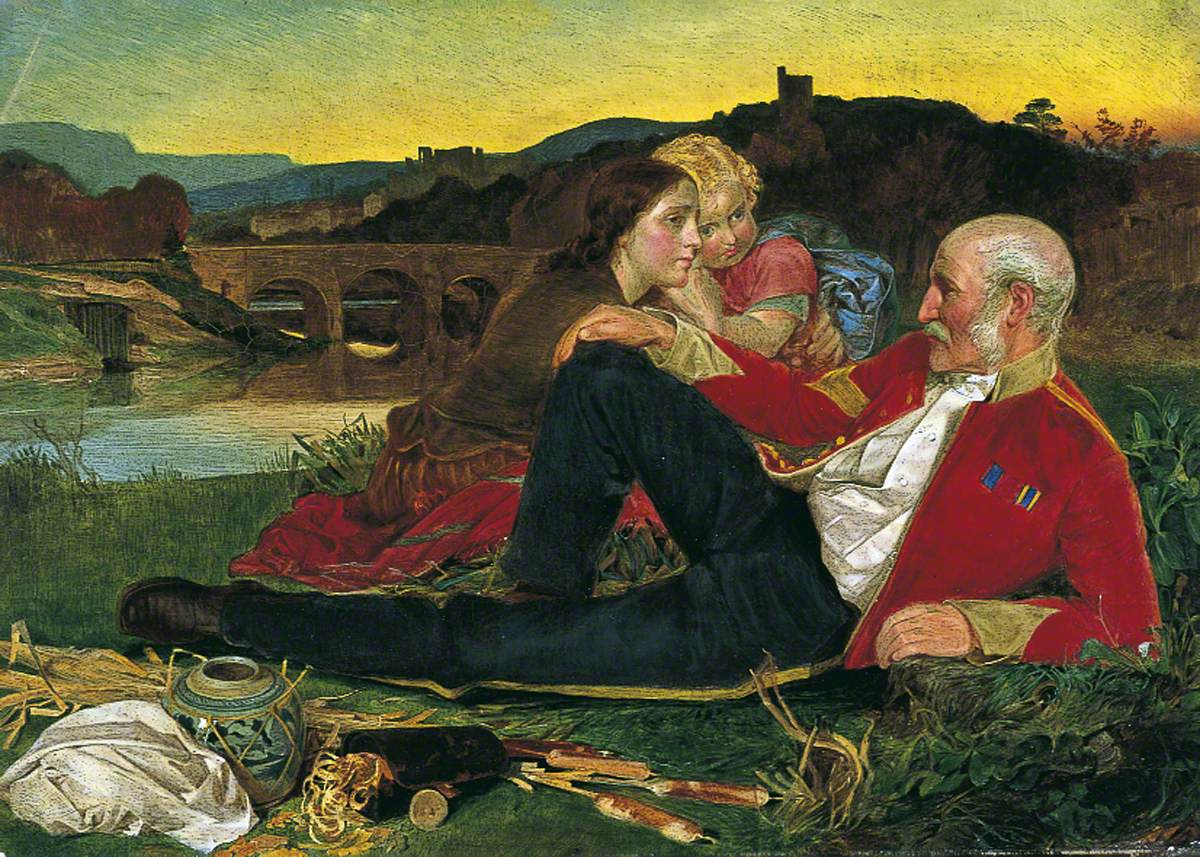
Autumn, 1860-62
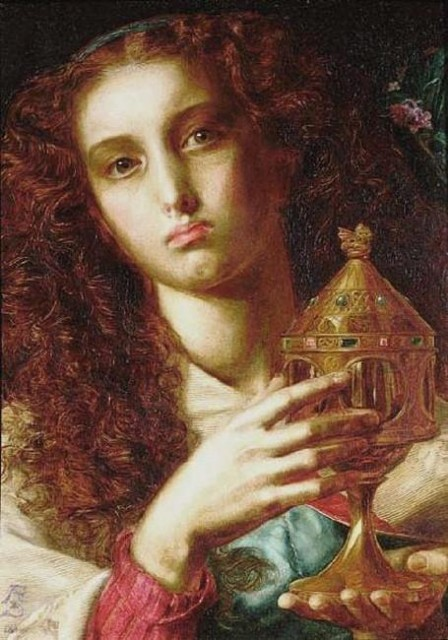
King Pelle's Daughter, 1861
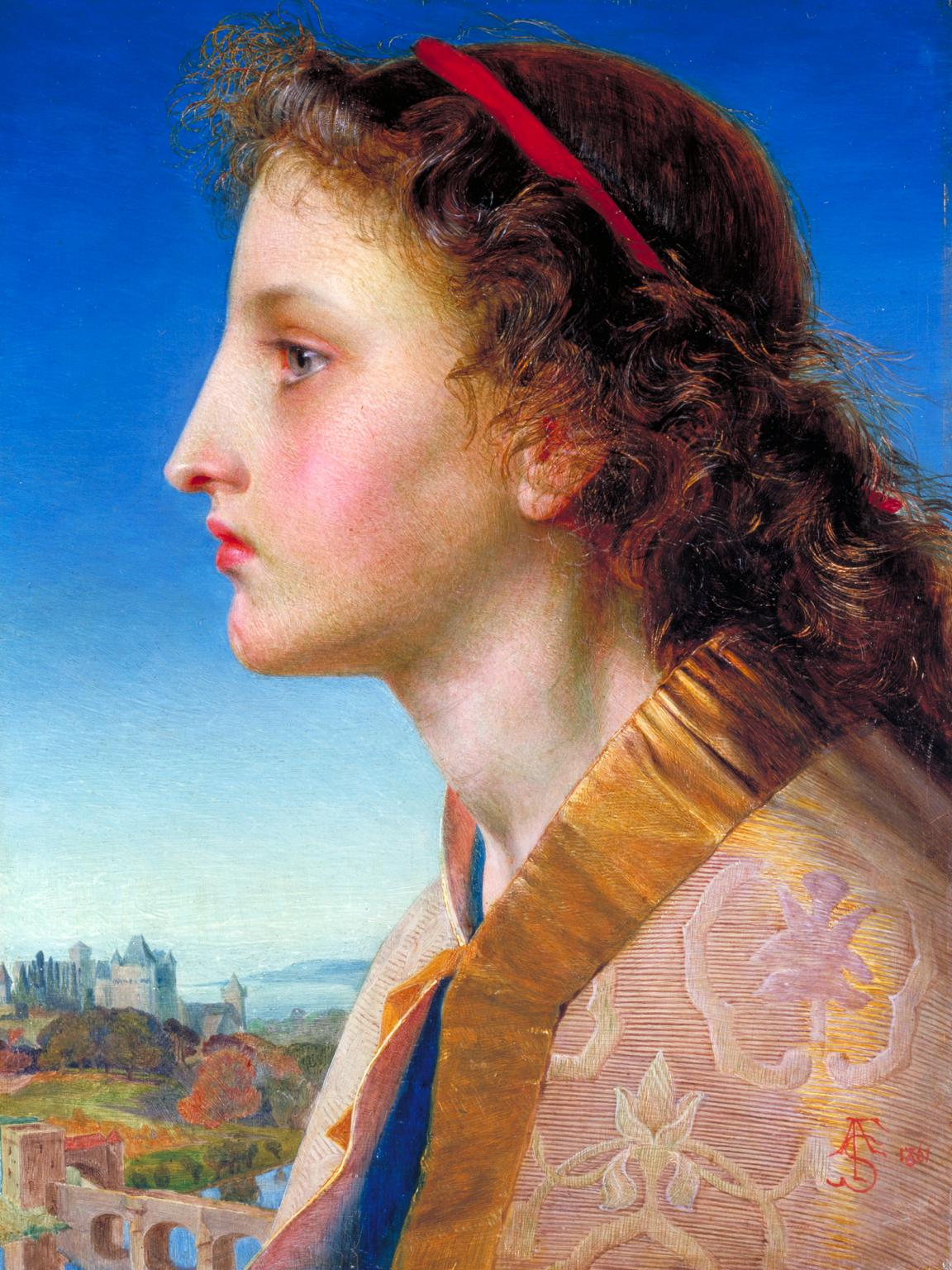
Oriana, 1861
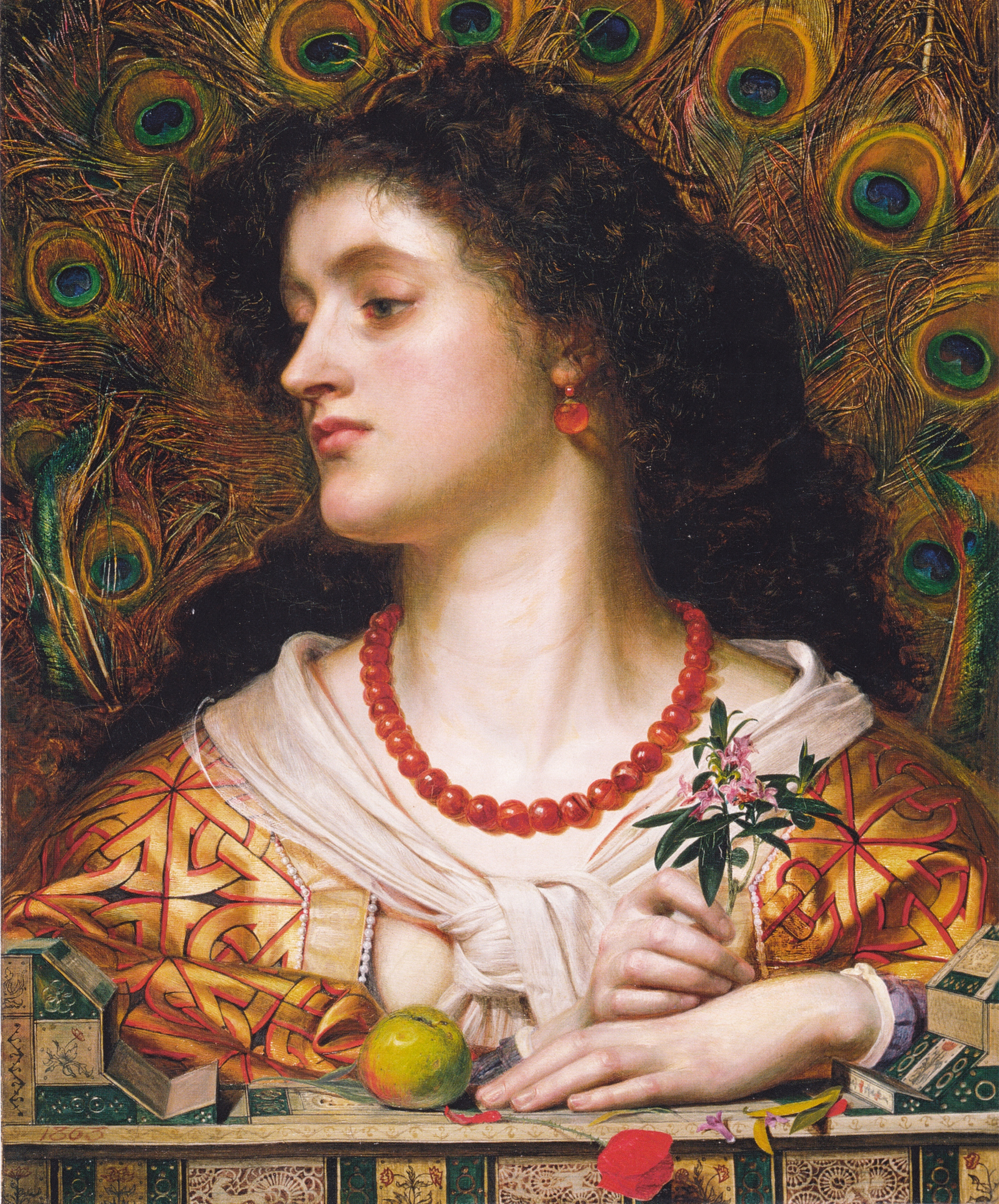
Vivien, 1863
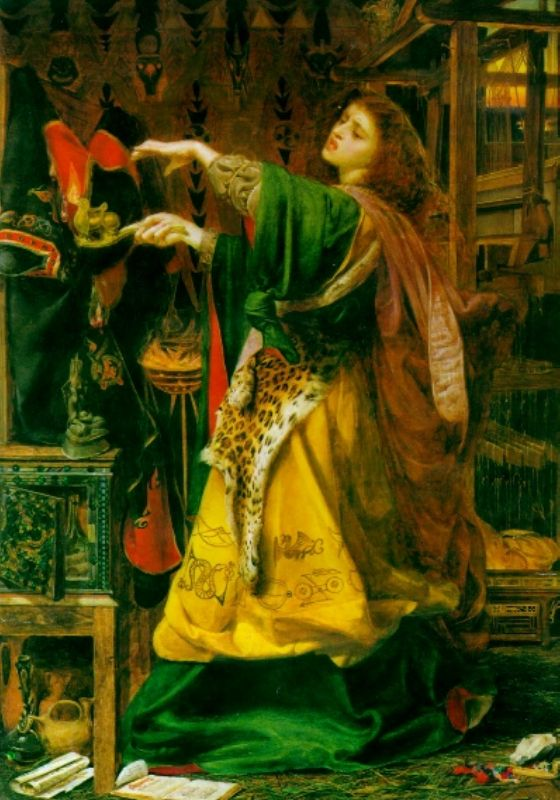
Morgan le Fay, 1864
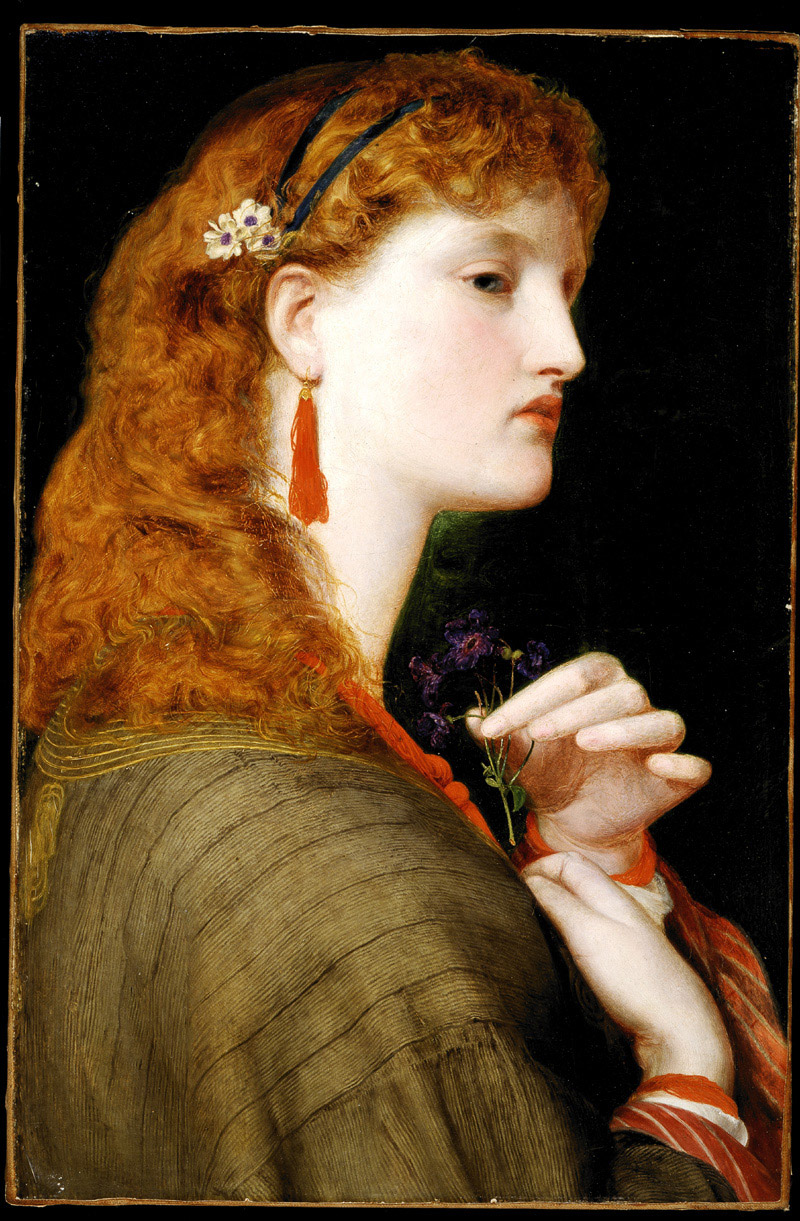
May Margaret, 1865-66
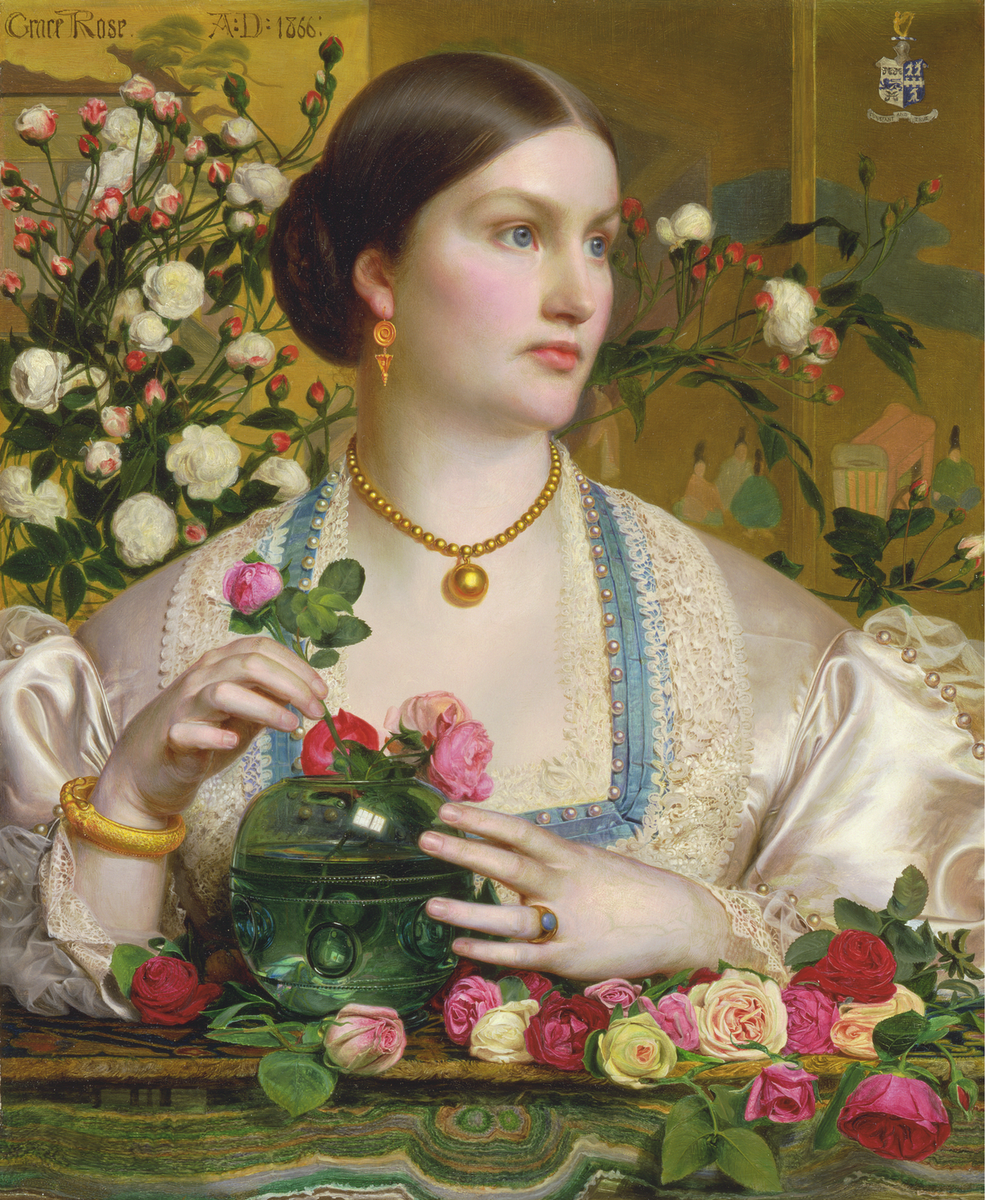
Grace Rose, 1866
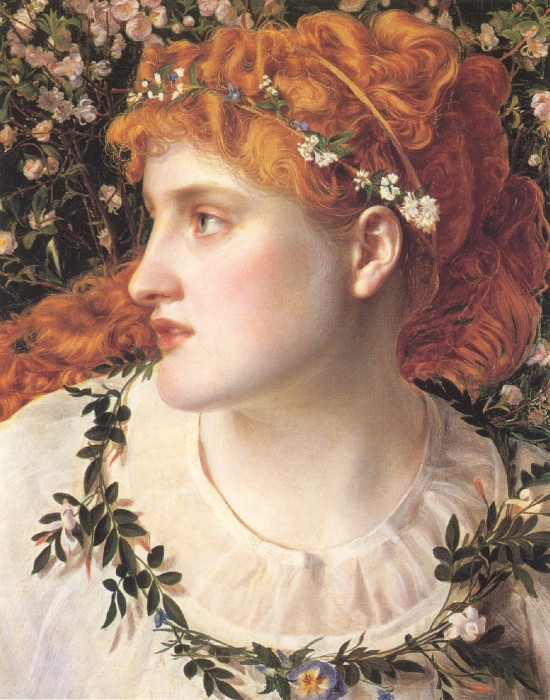
Perdita, c. 1866
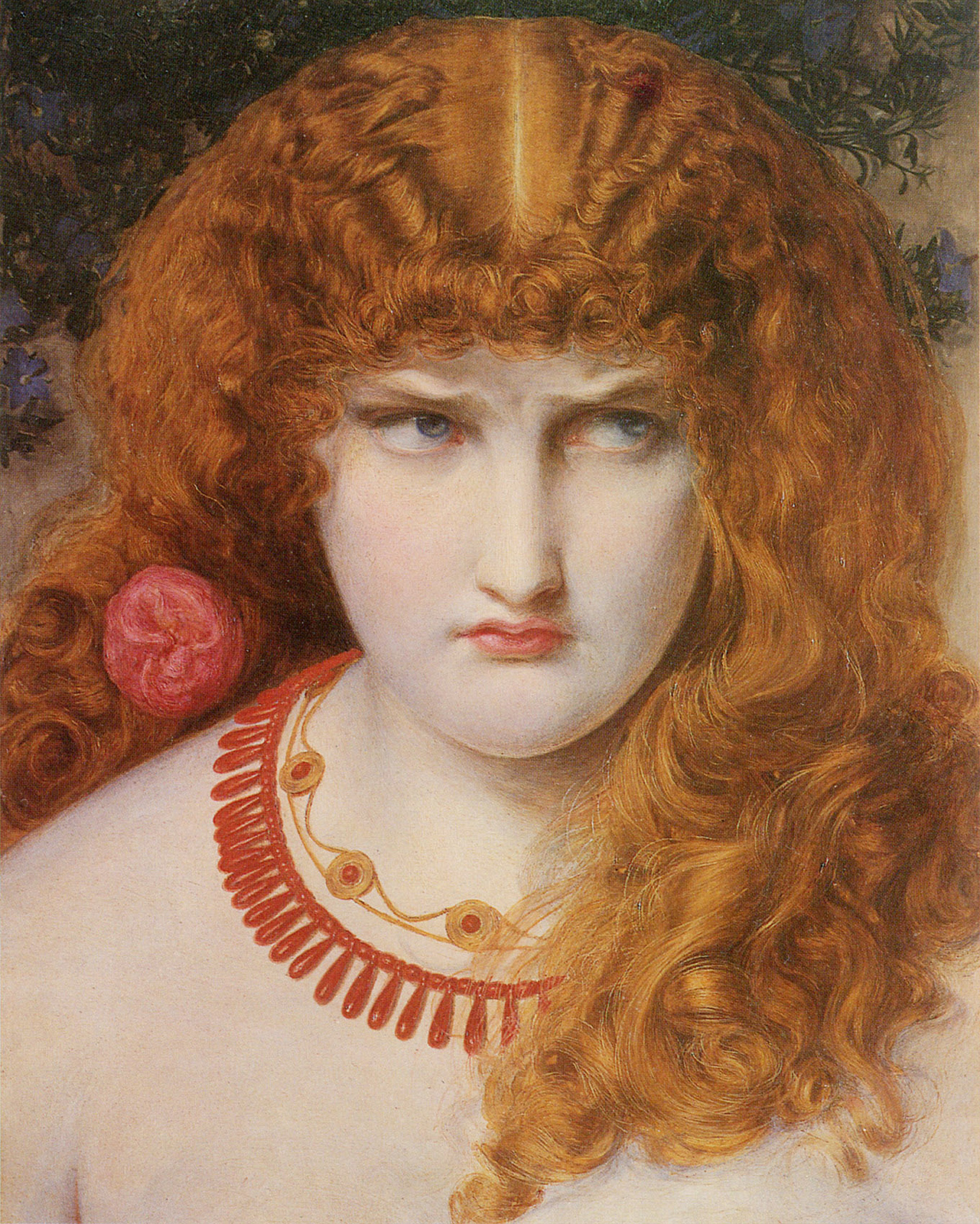
Helen of Troy, 1867
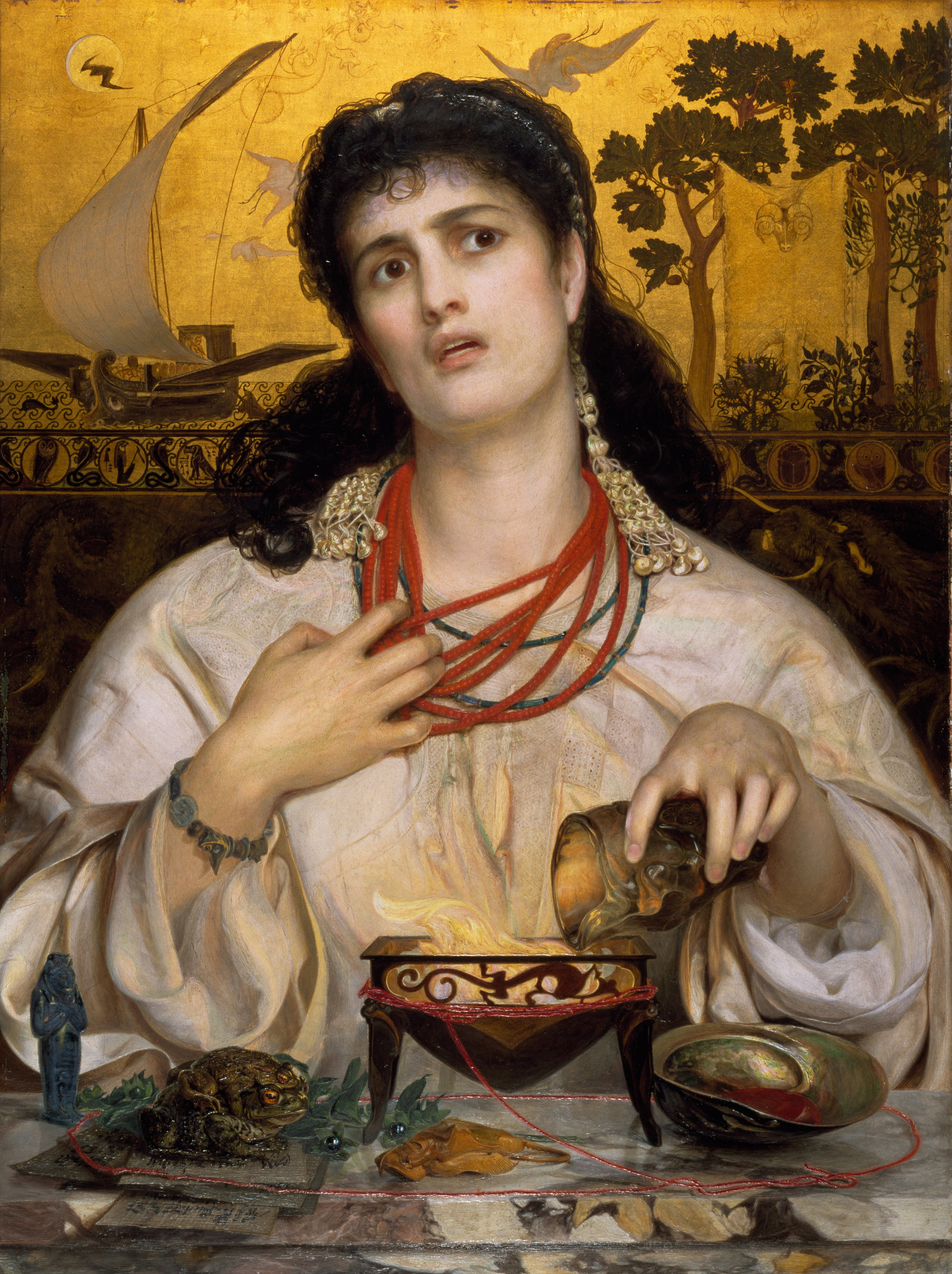
Medea, 1868
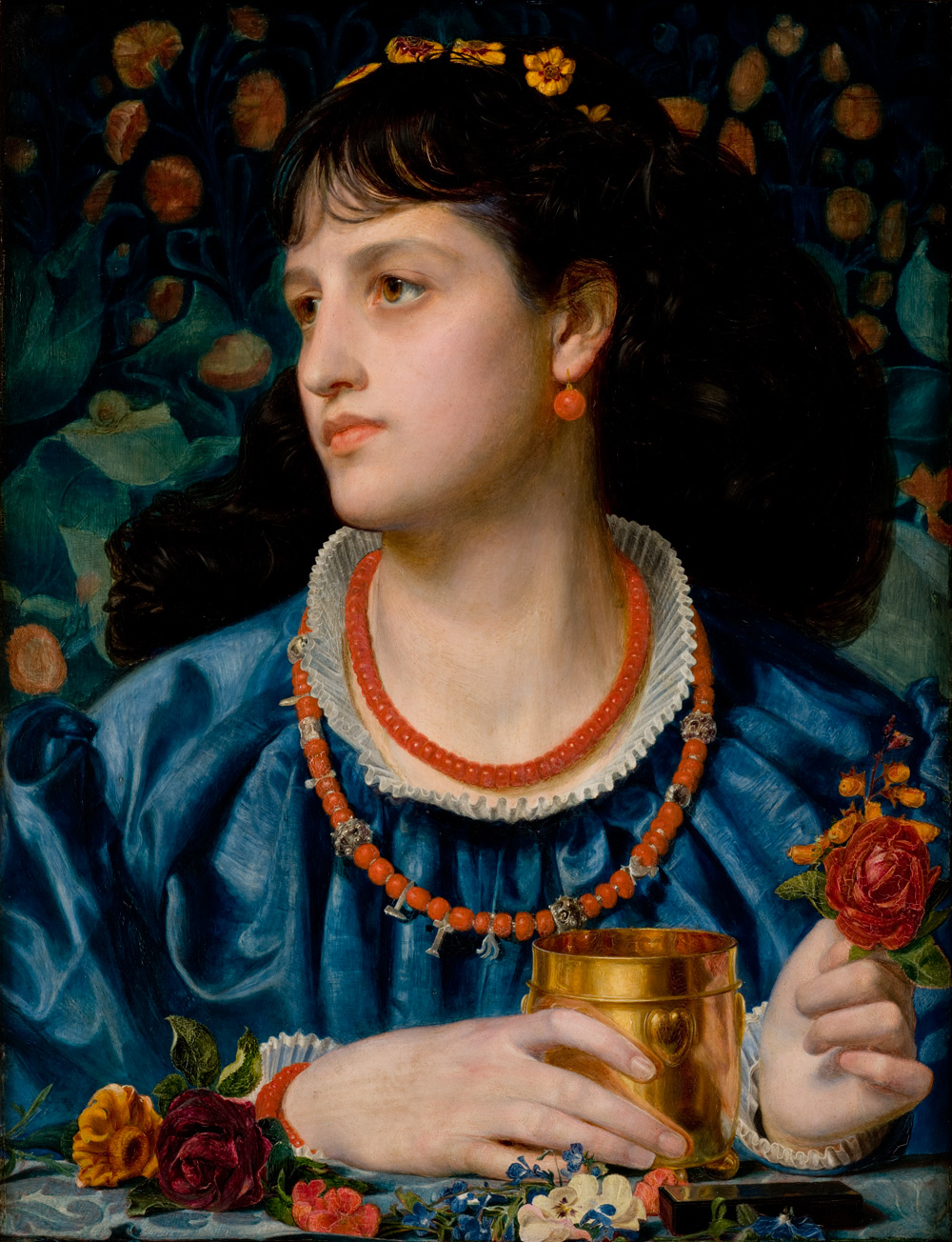
Isolda with the Love Potion, 1870
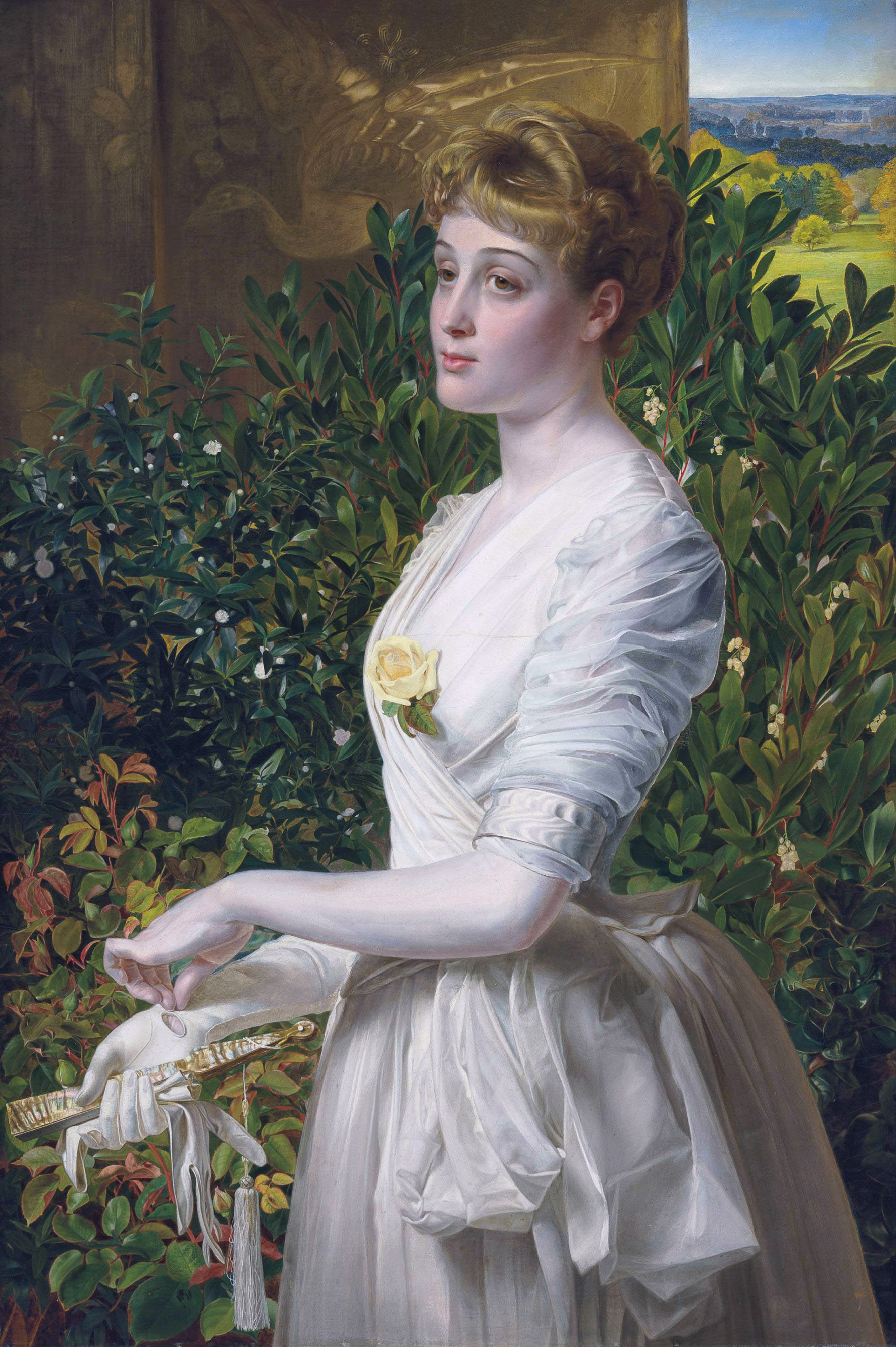
Portrait of Julia Smith Caldwell, c. 1890